# Rhynchospora odorata
Rhynchospora odorata là loài thực vật có hoa trong họ Cói. Loài này được C.Wright ex Griseb. miêu tả khoa học đầu tiên năm 1866.